# Allégorie du Vice et de la Vertu
L'Allégorie du Vice et de la Vertu (en italien Allegoria della Vertù et del Vizio) est une peinture à l'huile sur bois  de Lorenzo Lotto, signée et datée 1505, conservée à la National Gallery of Art de Washington, dans la collection Kress.

## Histoire

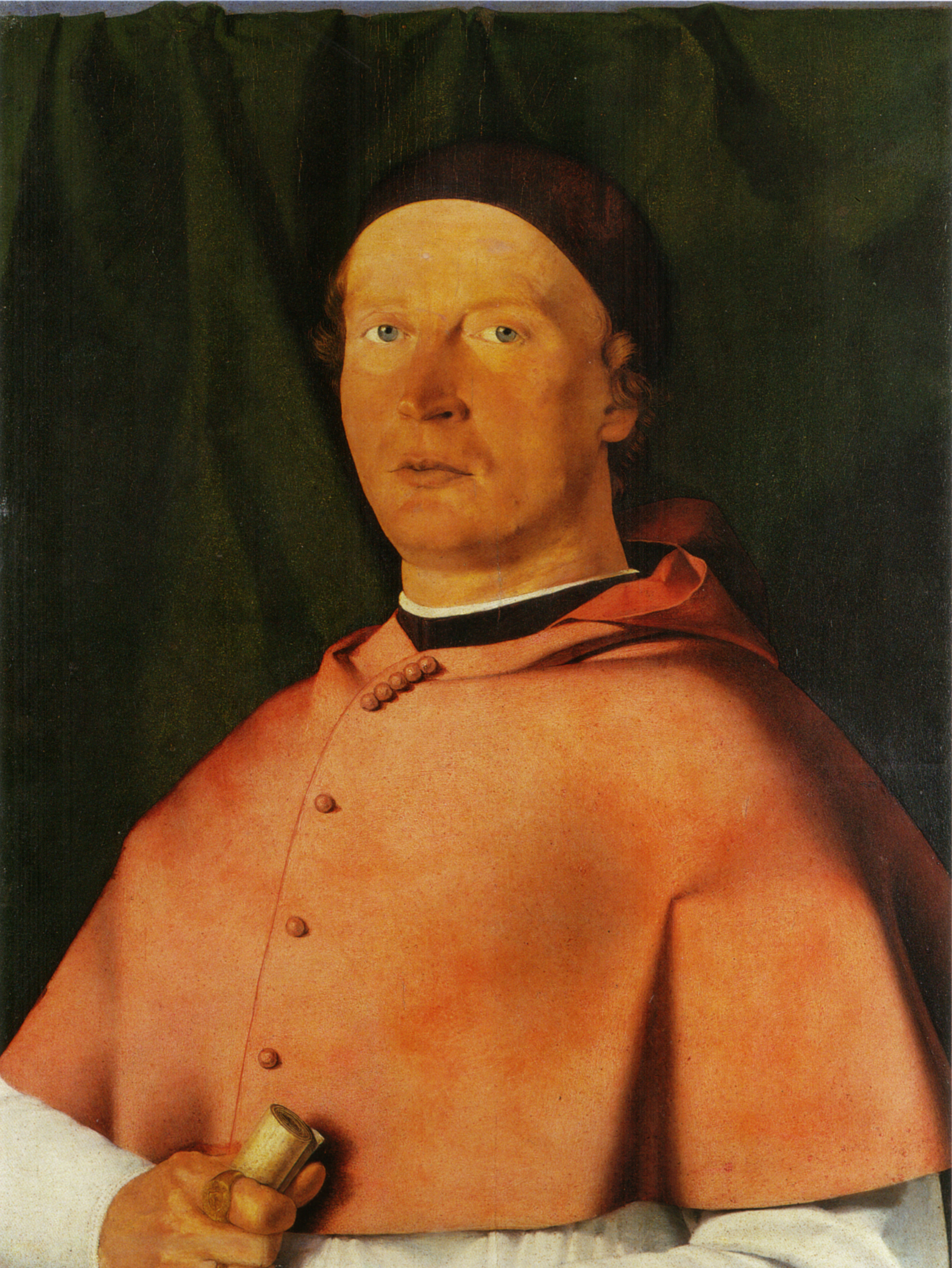
Portrait de l'évêque Bernardo de' Rossi par Lorenzo Lotto.

Cette peinture servait de couvercle au portrait de l’évêque trévisan Bernardo de’ Rossi, premier protecteur de Lotto (son blason figure au centre de l'allégorie) ; une inscription au dos (aujourd’hui perdue) en indiquait la destination :
| Inscription              | traduction               |
| ------------------------ | ------------------------ |
| BERNARD. RVBEVS          | Bernardo Rossi           |
| BERCETI COM. PONT        | de Berceta, évêque       |
| TARVIS. NAT.             | de Trevise, né           |
| ANN. XXXVI. MENS. X.D.V. | 36 ans, 10 mois, 5 jours |
| LAVRENT.LOTVS P. CAL.    | peint par Lorenzo Lotto, |
| IVL. M.D.V.              | 1er juillet 1505         |

Portrait et couvercle suivirent l'évêque dans son séjour à Parme en 1524. La collection Farnese en hérita ensuite. Le couvercle seul fit l'objet d'une vente à un antiquaire en 1803, et on le trouve chez  un acheteur de Bergame en 1880. Vendu ensuite à Londres en 1934, quelques années plus tard Alessandro Contini Bonacossi le ramène en Italie et le cède en 1935 à Samuel Kress qui l'emporte aux États-Unis et qui en fait don ensuite au musée actuel.

## Iconographie
L'allégorie peinte ayant pour but d'utiliser le concret pour exprimer une idée abstraite, est depuis l'Antiquité, le Moyen Âge et la Renaissance, le moyen de rendre hommage à son destinataire qui avait choisi  la voie difficile de la Vertu  menant aux félicités éternelles ; si elle s'oppose par contraste au Vice, elle signifie également la force virile (du latin virtus) de l'Homme, la discipline masculine, un « habitus de la volonté, acquis par répétition des actes, et qui habilite l'homme à agir bien ».
Couvrant le portrait du commanditaire le couvercle peint avait pour but le rappel constant à cette valeur morale à suivre et à son contraire à bannir.

## Composition
Le tableau oppose les deux notions en localisant dans deux « paysages moralisés » les symboles de la Vertu à gauche de la composition et ceux du Vice à sa droite ; un arbre vert à gauche, sec à droite sépare élégamment les deux espaces, le blason de l'évêque posé debout contre le tronc du côté vertueux au centre, séparant le Bien moral et le Mal, sous un masque transparent attaché par un ruban.
Symboles de la  Vertu à gauche
- au premier plan un putto tenant un compas, dessine au sol accompagné de livres (sagesse), d'instruments de géométrie, de musique, d'accessoires d'écriture (arts libéraux)
- dans un paysage éclairé de la lumière divine, le putto équipé de plusieurs paires d'ailes, ayant franchi  les rochers et les plantes épineuses du second plan, s"élance sur un chemin difficile vers un sommet rocailleux (détermination malgré les obstacles).

Symboles du Vice à droite
- en symétrie avec le putto du premier plan, un satyre s'enivre à l'orée sombre d'une forêt, enlaçant une aiguière, à ses côtés deux amphores gisent à terre renversées près de grappes de raisin.
- plus loin dans un paysage de mer tourmentée un bateau fait naufrage sous un ciel chargé.

## Analyse
Le rapprochement du portrait et de son couvercle se doit d'être révélateur des qualités et des aspirations de son modèle, au-delà de la ressemblance physique. Une autre œuvre de Lotto Portrait de dame et son couvercle coulissant d'Allégorie de la Chasteté devaient permettre de comparer sujet et allégorie par moitié. On peut supposer qu'il en était ainsi pour le portrait de l'évêque.